# Sandro Stielicke
Sandro Stielicke (* 30. November 1986 in Rostock) ist ein deutscher Skeletonfahrer.

## Wirken
Sandro Stielicke lebt in Winterberg, wo er für den BSC Winterberg startet und von Frank Schwarz trainiert wird. 2005 begann er mit dem Skeleton und gehört seit 2006 dem deutschen Nationalkader an. Im November 2006 trat er in Igls erstmals in einem Rennen des Skeleton-Europacups an. In seinem zweiten Europacup-Rennen wurde er in Winterberg Vierter. Zu Beginn der folgenden Saison wurde er in Igls Dritter und anschließend in Königssee Zweiter beim Europacuprennen. Dadurch stieg er in den neu geschaffenen Skeleton-Intercontinentalcup auf. Hier wurde er in Königssee zunächst Zweiter und gewann das nächste Rennen in Winterberg. In der Saison 2008/09 debütierte Stielicke im Weltcup und erreichte beim zweiten Rennen in Alternberg zum ersten Mal das Podium im Weltcup. Bei der Junioren-Weltmeisterschaft 2009 in Königssee holte er sich den Titel, bei der Weltmeisterschaft wurde er Sechster.
Bei den Olympischen Spielen 2010 in Vancouver erreichte Stielicke im Whistler Sliding Centre den zehnten Platz.
In der Saison 2010/11 erreichte Stielicke im Weltcup zwei Podestplätze und wurde in der Gesamtwertung Zweiter. Bei der Europameisterschaft wurde er wie im Vorjahr Sechster, bei der Weltmeisterschaft erreichte er Platz vier.
Nachdem Stielicke von Verletzungen immer wieder zurückgeworfen wurde und die Trainer eine Nominierung für nicht mehr realisierbar hielten, beendete er 2013 seine Karriere im Skeleton und strebt einen Wechsel in den Bobsport an.

## Einzelbelege
1. ↑  Falk Blesken: Nach Skeleton-Aus will Sandro Stielicke Bob-Pilot werden. In: Westfalenpost. Funke Mediengruppe, 16. Oktober 2013, abgerufen am 1. Mai 2025.

| Personendaten    | Personendaten           |
| ---------------- | ----------------------- |
| NAME             | Stielicke, Sandro       |
| KURZBESCHREIBUNG | deutscher Skeletonpilot |
| GEBURTSDATUM     | 30. November 1986       |
| GEBURTSORT       | Rostock                 |